# Kurt Schilde
Kurt Schilde (* 21. November 1947 in Berlin) ist ein deutscher Historiker und Soziologe, der vor allem über den Nationalsozialismus und die Erinnerungskultur zum Nationalsozialismus in Berlin geforscht und dazu zahlreiche Veröffentlichungen vorgelegt hat.

## Leben
Schilde absolvierte im Jahr 1966 die Mittlere Reife an einer Wirtschaftsschule. Von 1966 bis 1972 lernte er den Beruf des Industriekaufmanns bei der Firma Siemens in Berlin und arbeitete in diesem Beruf. Anschließend studierte er und erlangte 1975 einen Abschluss als Diplom-Betriebswirt an der Fachhochschule für Wirtschaft in Berlin und 1981 einen Abschluss als Diplom-Soziologe an der FU Berlin.
Von 1977 bis 1981 war er als Erziehungsbeistand in der Familienfürsorge in Berlin tätig, bis 1987 war er Jugendgruppenleiter und Fußballtrainer im Rahmen der Ferienpädagogik. Von 1987 bis 1990 war er wissenschaftlicher Angestellter des Heimatmuseums Tempelhof, wo er ein Gedenkbuch für die Opfer des Nationalsozialismus des Bezirks Tempelhof erstellte. Danach war Schilde von 1991 bis 1992 Pädagogischer Mitarbeiter in der Gedenkstätte Haus der Wannsee-Konferenz und von 1993 bis 1994 wiederum wissenschaftlicher Mitarbeiter im Heimatmuseum des Bezirksamtes Tiergarten von Berlin zum Thema Überleben von jüdischen Verfolgten im Untergrund in der NS-Zeit.
1994 promovierte er im Fach Neuere Geschichte an der TU Berlin mit einer Arbeit über Jugendopposition gegen den Nationalsozialismus. Danach war Schilde zwischen 1997 und 1999 wissenschaftlicher Mitarbeiter am Zentrum für Antisemitismusforschung der TU Berlin im Projekt Rettung von Juden im nationalsozialistischen Deutschland.
Seit 1999 ist Schilde im Rahmen von verschiedenen Projekten wissenschaftlicher Mitarbeiter an der Universität Siegen, seit 2004 Mitarbeiter des  Forschungsprojekts: Geschichte der Sozialen Arbeit in Osteuropa (1900–1960).

## Veröffentlichungen (Auswahl)
- Bürokratie des Todes: Lebensgeschichten jüdischer Opfer des NS-Regimes im Spiegel von Finanzamtsakten. Mit einem Geleitwort von Hans Eichel. Metropol Verlag, Berlin 2002, ISBN 3-932482-70-0 (Reihe Dokumente, Texte, Materialien des Zentrums für Antisemitismusforschung Band 45).
- (gemeinsam mit Sabine Hering): Das BDM-Werk „Glaube und Schönheit“: Die Organisation junger Frauen im Nationalsozialismus. Leske und Budrich, Opladen 2004, ISBN 3-8100-3559-9.
- (gemeinsam mit mehreren Mitarbeitern): Versteckt in Tiergarten: auf der Flucht vor den Nachbarn; Gedenkbuch für die im Bezirk in der Zeit des Nationalsozialismus Untergetauchten / [Hrsg.: Förderverein für das Heimatmuseum Tiergarten e. V.] Weidler, Berlin 1995, ISBN 3-925191-92-5.
- Vom Columbia-Haus zum Schulenburgring: Dokumentation mit Lebensgeschichten von Opfern des Widerstandes und der Verfolgung von 1933–1945 aus dem Bezirk Tempelhof. Hrsg. vom Bezirksamt Tempelhof von Berlin anlässlich des Erstellung des „Gedenkbuches für die Opfer des Nationalsozialismus aus dem Bezirk Tempelhof“. Edition Hentrich Verlag, Berlin 1987, ISBN 3-926175-40-0
- Bezirksamt Tempelhof von Berlin (Hrsg.): Erinnern – und nicht vergessen: Dokumentation zum Gedenkbuch für die Opfer des Nationalsozialismus aus dem Bezirk Tempelhof, mit einem Geleitwort von Klaus Wowereit und einem Schlusswort von Klaus Scheurenberg. Edition Hentrich, Berlin 1988, ISBN 3-926175-55-9
- Bezirksamt Tempelhof von Berlin (Hrsg.): Gedenkbuch für die Opfer des Nationalsozialismus aus dem Bezirk Tempelhof (Texte: Kurt Schilde). 2. erweiterte Auflage. Bezirksamt Tempelhof, Abt. Volksbildung, Heimatmuseum, Berlin 1988
- Jugendopposition 1933–1945. Lukas-Verlag, Berlin 2007, ISBN 978-3-86732-009-2.
- „Das war das Ende“. Durch den nationalsozialistischen Terror 1933 in Berlin ermordete Gewerkschafter. In: Jahrbuch für Forschungen zur Geschichte der Arbeiterbewegung, Heft III/2013.
- "Wahrscheinlich wird das unser Untergang sein." Der Bericht von Erich und Elsbeth Frey an ihre ausgewanderten Töchter (1942), Lukas Verlag Berlin, 2019, ISBN 978-3-86732-304-8.